# Pomnik Władysława Łokietka w Brześciu Kujawskim
Pomnik Władysława Łokietka w Brześciu Kujawskim – pomnik stojący na się na wschodniej pierzei dawnego rynku Brześcia Kujawskiego, miasta, w którym (1260-61 rok) urodził się książę brzeski i późniejszy król Polski Władysław Łokietek. Pomnik został odsłonięty 27 września 2008 roku w 677 rocznicę bitwy pod Płowcami, a jego projekt wykonany został przez artystę rzeźbiarza Tadeusza Wojtasika.

## Opis pomnika
Pomnik przedstawia króla, który stoi na postumencie. Władysław Łokietek trzyma w lewej ręce miecz, a w prawej tarczę z orłem piastowskim.
Napis na płycie głosi:

"Włodzisław z Brześcia Kujawskiego zwany Łokietkiem, urodzony tu w 1260 r. z ojca księcia kujawskiego Kazimierza od 1267 r. książę ziemi brzesko-kujawskiej. Poświęcił życie dziełu zjednoczenia Polski, wieńcząc je 20 I 1320 r. Koronacja na Wawelu. Zmarł w chwale w 2 III 1333 r. Wódz i władca, mądry i sprawiedliwy, wierny swoim kujawskim korzeniom".

{{Cytat}} Linki zewnętrzne: "źródło".